# René Jouveau
Pour les articles homonymes, voir Jouveau.
René Maurice Alcide Jouveau (Arles, 22 septembre 1906 - Aix-en-Provence 14 avril 1997) est un écrivain français d'expression française et occitane.

## Biographie
René Jouveau est le fils de Marius Jouveau (1878-1949) majoral du Félibrige et le petit-fils d'Elzear Jouveau, poète et musicien, majoral du Félibrige.
Il a été professeur d'italien au lycée Mignet d'Aix-en-Provence. Il a consacré sa vie à la Provence et au Félibrige. Il a été le fondateur et président du Groupement d'études provençales (G.E.P.), le directeur de la revue Fe et le collaborateur de nombreux périodiques. 
Il a été majoral du Félibrige depuis 1943 et capoulié de 1971 à 1982.
Il était membre titulaire de l'Académie d'Aix et membre honoraire de l'Académie de Nîmes (1979).
La bibliothèque de René rassemblée par plusieurs générations, a été donnée au CIRDOC à Béziers en 2006.

## Distinctions
René Jouveau a obtenu le Grand prix littéraire de Provence pour l'ensemble de son œuvre. Il a reçu en 1971 le Prix Broquette-Gonin.

## Publications
- (fr + oc) René Jouveau, La cuisine provençale de tradition populaire, Aix-en-Provenc, Imprimerie Roubaud, 1990, 302 p. (ISBN 10-94199-06-0).
- René Jouveau, Histoire du Félibrige, 1854-1876, t. 1, Aix-en-Provence, 1984, 334 p. (OCLC 1072485224).
- René Jouveau, Histoire du Félibrige, (1876-1914), t. 2, Aix-en-Provence, 1984, 514 p. (OCLC 258542252).
- René Jouveau, Histoire du Félibrige, 1914-1941, t. 3, Nîmes, 1977, 401 p. (OCLC 631682144).
- Marius Jouveau et René Jouveau, Discours de Capoulié, publié par Marie-Thérèse Jouveau, Marseille 1995 téléchargeable au format pdf chez Ciel d'Oc
- « L'itinéraire félibréen de Charles Maurras avant l'Action française », Études maurrassiennes, Aix-en-Provence, vol. 1,‎ 1972, p. 71-80

### Poésies
- (oc + fr) René Jouveau, La Cansoun de l'Agnèu blanc, Saint-Rémy-de-Provence, Groupamen d'estudi provençau, 1977, 105 p. (OCLC 15014441). Prix Frédéric-Mistral, Prix de l'Académie du Rhône.
- (oc + fr) René Jouveau, D'amour e de lagno : conte ancian e nouvèu, Nîmes, Imprimerie Bené, 1981, 212 p. (OCLC 16641445).
- (oc + fr) René Jouveau et Sosthène Billaud, La bello niue : pastouralo, Marseille, Ed. Prouvènço d'aro, 1995, 72 p. (OCLC 464160516).
- (oc + fr) René Jouveau, Lia dóu printèms, 1971, 14 p. (OCLC 689622756).

## Pour approfondir